# Lista över fornlämningar i Bodens kommun
Lista över fornlämningar i Bodens kommun är en förteckning av ett urval av de fornlämningar som finns i Bodens kommun.

## Edefors
| Namn                      | Lämningstyp                      | Tillkomsttid | Historisk indelning | Plats | Läge                 | ID-nr          | Bild                                 |
| ------------------------- | -------------------------------- | ------------ | ------------------- | ----- | -------------------- | -------------- | ------------------------------------ |
| Lapptallen (Edefors 41:2) | Ristning, medeltid/historisk tid |              | Edefors, Norrbotten |       | 66.219870, 20.852661 | 10016400410002 | Ladda upp en bild av detta fornminne |
| Edefors 157:1             | Stensättning                     |              | Edefors, Norrbotten |       | 65.996550, 21.309024 | 10016401570001 | Ladda upp en bild av detta fornminne |
| Edefors 157:2             | Stensättning                     |              | Edefors, Norrbotten |       | 65.996663, 21.308628 | 10016401570002 | Ladda upp en bild av detta fornminne |
| Edefors 557:1             | Lägenhetsbebyggelse              |              | Edefors, Norrbotten |       | 65.974796, 20.987745 | 10016405570001 | Ladda upp en bild av detta fornminne |

## Råneå
| Namn        | Lämningstyp  | Tillkomsttid | Historisk indelning | Plats | Läge                 | ID-nr          | Bild                                 |
| ----------- | ------------ | ------------ | ------------------- | ----- | -------------------- | -------------- | ------------------------------------ |
| Råneå 119:1 | Kyrka/kapell |              | Råneå, Norrbotten   |       | 66.377776, 21.703218 | 10019001190001 | Ladda upp en bild av detta fornminne |

## Överluleå
| Namn            | Lämningstyp             | Tillkomsttid | Historisk indelning   | Plats | Läge                 | ID-nr          | Bild                                      |
| --------------- | ----------------------- | ------------ | --------------------- | ----- | -------------------- | -------------- | ----------------------------------------- |
| Överluleå 48:1  | Röse                    |              | Överluleå, Norrbotten |       | 65.884860, 21.438598 | 10019800480001 | Ladda upp en bild av detta fornminne      |
| Överluleå 54:1  | Minnesmärke             |              | Överluleå, Norrbotten |       | 65.825889, 21.695315 | 10019800540001 | Ladda upp en till bild av detta fornminne |
| Överluleå 127:1 | Grav- och boplatsområde |              | Överluleå, Norrbotten |       | 65.722336, 21.691653 | 10019801270001 | Ladda upp en bild av detta fornminne      |
| Överluleå 140:1 | Stensättning            |              | Överluleå, Norrbotten |       | 65.699302, 21.665369 | 10019801400001 | Ladda upp en bild av detta fornminne      |
| Överluleå 145:4 | Stensättning            |              | Överluleå, Norrbotten |       | 65.725436, 21.688954 | 10019801450004 | Ladda upp en bild av detta fornminne      |
| Överluleå 358:1 | Stensättning            |              | Överluleå, Norrbotten |       | 65.834293, 21.972795 | 10019803580001 | Ladda upp en bild av detta fornminne      |
| Överluleå 453:1 | Stensättning            |              | Överluleå, Norrbotten |       | 65.857690, 21.890660 | 10019804530001 | Ladda upp en bild av detta fornminne      |